# Пітини
Пітини (пол. Pityny, нім. Pittehnen) — село в Польщі, у гміні Мілаково Острудського повіту Вармінсько-Мазурського воєводства.
Населення — 143 особи (2011).
У 1975-1998 роках село належало до Ольштинського воєводства.

## Демографія
Демографічна структура станом на 31 березня 2011 року:
|          | Загалом | Допрацездатний вік | Працездатний вік | Постпрацездатний вік |
| -------- | ------- | ------------------ | ---------------- | -------------------- |
| Чоловіки | 70      | 14                 | 54               | 2                    |
| Жінки    | 73      | 18                 | 45               | 10                   |
| Разом    | 143     | 32                 | 99               | 12                   |